# Professor Marston and the Wonder Women
Professor Marston and the Wonder Women è un film del 2017 scritto e diretto da Angela Robinson.
Il film è incentrato sullo psicologo americano William Moulton Marston, creatore del personaggio immaginario di Wonder Woman. Protagonisti del film sono Luke Evans nei panni di Marston, Rebecca Hall nei panni della moglie Elizabeth Moulton-Marston e Bella Heathcote nei panni della compagna di vita poliamorosa dei Marston, Olive Byrne. Nel cast sono presenti anche JJ Feild, Oliver Platt e Connie Britton.
Il film è stato presentato in anteprima al Festival Internazionale di Toronto del 2017 ed è stato distribuito negli Stati Uniti, il 13 ottobre 2017.

## Trama
La storia è raccontata in flashback ambientati durante una testimonianza del 1945, che William Moulton Marston consegna ai rappresentanti della Child Study Association of America. Nell'anno 1928, William e sua moglie Elizabeth insegnano, e lavorano alle loro ricerche, presso le università di Harvard e Radcliffe. Un giorno, William assume una giovane fra i suoi studenti, Olive Byrne, come assistente di ricerca. Olive coadiuva il lavoro dei Marston nell'inventare il rivelatore di bugie e condurre ricerche sulla teoria DISC di William sulle interazioni umane, e presto i tre si avvicinano sentimentalmente. Uno dopo l'altro, i test del rivelatore di bugie rivelano che si sono innamorati l'uno dell'altro e tutti e tre iniziano una relazione poliamorosa.
Quando la loro relazione non convenzionale salta fuori, i Marston vengono licenziati dall'università. Olive rivela di essere incinta e poco dopo, si trasferisce con i Marston. Il trio decide di costruire una famiglia insieme e ideare una menzogna, per mantenere segreta la natura della loro relazione. La famiglia si stabilisce felicemente insieme, in un sobborgo di New York. Nel 1934, sia Elisabeth sia Olive hanno dei figli da William (la prima ha due maschi e la seconda ha un maschio e una femmina). Essi dicono ai vicini di casa che Olive è una vedova ed è stata accolta dai Marston. William inizia a cercare di guadagnarsi da vivere come autore. Elisabeth trova un lavoro come segretaria e diventa la risorsa principale per la famiglia. Olive resta a casa e si prende cura dei bambini, e di tanto in tanto, ella invia i suoi saggi di scrittura a degli editori. Crescono i loro quattro figli insieme, ed Elizabeth chiama sua figlia come Olive.
Nel 1940, William si imbatte in un negozio di lingerie a New York City gestito da Charles Guyette, che lo introduce all'arte, ai fumetti e alle foto a tema fetish. L'arte cattura l'immaginazione di William come dimostrazione della sua teoria DISC. Elizabeth inizialmente disapprova l'arte, ma cede durante una presentazione in cui Olive prova un vestito, che in seguito sarebbe stato il prototipo del costume di Wonder Woman.
Dopo aver trovato un lavoro limitato come scrittore, Marston ebbe l'idea di creare una supereroina Amazzonica per un fumetto. Il fumetto avrebbe caratterizzato le sue idee sulla teoria del DISC, ispirandosi al lavoro dei Marston sul rivelatore di bugie – nonché a Elizabeth e a Olive nella vita reale – con l'intento di sostenere il movimento femminista e promuovere ulteriormente la parità di diritti per le donne, attraverso un mezzo populista. William propone le sue idee a Max Gaines, editore del National Periodical Publications, che alla fine accetta di pubblicare il fumetto e suggerisce di semplificare il nome del supereroe femminile in "Wonder Woman". Wonder Woman è un successo immediato, che porta alla prosperità la famiglia Marston/Byrne.
Tuttavia, un giorno, la loro vicina entra nella loro casa e vagando al suo interno, nel trovarli, assiste ai tre mentre stanno facendo sesso. Questo incidente porta i loro bambini ad essere vittime di bullismo e viene chiesto loro, da parte del personale scolastico, di lasciare la scuola. Preoccupati del fatto che i loro figli vengano attaccati e ostracizzati e pensando di non avere altra scelta, Elisabeth chiede con riluttanza a Olive di lasciare la casa con i suoi figli. Allo stesso tempo, il fumetto di Wonder Woman riceve accuse di presentare immagini apertamente sessuali, sadomasochistiche e lesbiche che portano alla testimonianza dei giorni nostri.
Lasciando la conferenza, William collassa e viene portato di corsa in ospedale. L'uomo scopre di star morendo di cancro. William chiede allora ad Olive di venire a trovare lui ed Elizabeth, cercando di aiutare le due donne a riconciliarsi. William convince Elizabeth a sottomettersi ad Olive poiché non dovrebbe sempre dominare nella loro relazione. I Marston si inginocchiano e chiedono perdono a Olive, ed Elizabeth ammette piangendo di non poter vivere senza Olive. Alla fine, quest'ultima accetta di tornare da loro.
Il testo nell'epilogo rivela che William morì nel 1947. Elizabeth e Olive continuarono a vivere insieme come coppia per altri 38 anni. Fino alla morte di Olive nel 1985, mentre Elizabeth visse fino a 100 anni. Tempo dopo la morte di William, si nota inoltre che le immagini sessuali sono scomparse dal fumetto di Wonder Woman, insieme con i superpoteri della celebre eroina. Wonder Woman venne infine reclamata dalla famosa attivista Gloria Steinem, nel 1972, quando fece pubblicare il personaggio sulla copertina del primo numero di Ms. Magazine come il simbolo per eccellenza dell'empowerment femminile.

## Distribuzione
Il teaser trailer è stato diffuso a giugno 2017. Il film è stato presentato in anteprima al Toronto International Film Festival e successivamente al BFI London Film Festival, venendo distribuito nelle sale cinematografiche statunitensi il 13 ottobre 2017. La pellicola ha ricevuto recensioni positive dalla critica, che ha elogiato la direzione di Robinson e le performance delle sue star.